# Lista de reis da Albânia

Insígnia real albanesa

## Príncipes da Albânia
Dinastia Progon:
- Progon (1190–1198)[1][2]
- Gjin Progoni (1198–1208)[2]
- Demétrio Progoni (Dhimitër Progoni) (1208–1216)[2]

## Reis da Albânia
Da Casa capetiana de Anjou (angevinos), no Reino da Albânia:
- Carlos I de Nápoles 1272–1285
- Carlos II de Nápoles 1285–1301
- Filipe I de Tarento 1301–1331
- Roberto de Tarento 1331–1332
- João de Gravina (1332-1336), recebeu a Albânia do sobrinho em troca do Principado de Acaia
- Carlos de Gravina (1336-1348)
- Joana de Gravina (1348-1368) governa com o esposo, Luís de Navarra (1365-1368)

## Príncipes albaneses
- Carlos Thopia (Karl Thopia) (1368–1382)
- Balša II (1382 - 1385)
- Karl Thopia (1385 - 1387)
- Gjergj Thopia (1387 - 1392), em 1392 cedeu Durrës à República de Veneza, mas manteve Krujë, que foi herdada pela irmã.
- Helena Thopia (1392-1403), governa com os esposos Marco Barbarigo de Veneza (1392-1394) e Constantino Balšić (1394-1402)
- Nicetas Thopia (1403-1415), em 1415 as suas terras foram ocupadas pelo Império Otomano

## Príncipes da Albânia

### Casa de Kastrioti
| Monarca    | Monarca | Início do Reinado      | Fim do Reinado        | Vida        | Duração do Reinado         | Consorte        |
| ---------- | ------- | ---------------------- | --------------------- | ----------- | -------------------------- | --------------- |
| Skanderbeg |         | 28 de Novembro de 1443 | 17 de Janeiro de 1468 | 1405 - 1468 | 24 anos, 2 meses e 19 dias | Donika Arianiti |

### Casa de Dukagjini
| Monarca  | Monarca | Início do Reinado | Fim do Reinado | Vida        | Duração | Consorte |
| -------- | ------- | ----------------- | -------------- | ----------- | ------- | -------- |
| Lekë III |         | 1468              | 1479           | 1408 - 1479 | 11 anos | ??       |

## Principado da Albânia

### Casa de Wied
| Monarca   | Monarca | Início do Reinado   | Fim do Reinado        | Vida        | Duração                     | Consorte                      |
| --------- | ------- | ------------------- | --------------------- | ----------- | --------------------------- | ----------------------------- |
| Guilherme |         | 07 de Março de 1914 | 31 de Janeiro de 1925 | 1876 - 1945 | 10 anos, 10 meses e 24 dias | Sofia de Schönburg-Waldenburg |

## Reino da Albânia (século XX)
Houve três Estados intitulados Reino da Albânia entre 1928 e 1944, o primeiro (1928-1939) era uma monarquia constitucional governada por Zog I, o segundo (1939-1943) era um protetorado governado pelo rei da Itália Vitor Emanuel III e o terceiro (1943-1944) foi um estado fantoche da Alemanha Nazista.  

### Casa de Zog
| Monarca | Monarca | Início do Reinado      | Fim do Reinado      | Vida        | Duração                   | Consorte                        |
| ------- | ------- | ---------------------- | ------------------- | ----------- | ------------------------- | ------------------------------- |
| Zog I   |         | 01 de Setembro de 1928 | 07 de Abril de 1939 | 1895 - 1961 | 10 anos, 7 meses e 7 dias | Géraldine Apponyi de Nagyappony |

### Casa de Saboia
| Monarca           | Monarca | Início do Reinado   | Fim do Reinado         | Vida        | Duração                   | Consorte             |
| ----------------- | ------- | ------------------- | ---------------------- | ----------- | ------------------------- | -------------------- |
| Vitor Emanuel III |         | 16 de Abril de 1939 | 08 de Setembro de 1943 | 1869 - 1946 | 4 anos, 4 meses e 12 dias | Helena de Montenegro |